# Areias de Marte
Areias de Marte (no original em inglês, The Sands of Mars) é o primeiro livro da série Space Trilogy, escrita por Arthur C. Clarke.